# Gran logoteta
El gran logoteta, en grec medieval μέγας λογοθέτης, megas logothetēs, va ser un dignatari de l'Imperi Romà d'Orient que supervisava tots els departaments fiscals, els sekreta.

## Història
Aquest càrrec va ser creat per primera vegada per l'emperador Aleix I Comnè amb el nom de logothetes tōn sekretōn (λογοθέτης τῶν σεκρέτων) per intentar millorar la coordinació entre diferents departaments administratius, dirigits pels logotetes. Aquesta coordinació va agrupar tots els serveis fiscals existents en dos divisions que estaven coordinades per dos dignataris. Els dos departaments fiscals principals, el genikon i l'eidikon, es van agrupar sota l'autoritat d'un megas logaristes (gran comptable) dels sekreta. L'altre mega logariastes supervisa el "gabinet pietós", és a dir les possessions imperials i les fundacions religioses. A mitjans del segle xii, els logothetes ton sekreton es van convertir en el gran logoteta, un càrrec que va sobreviure fins a la caiguda de Constantinoble el maig del 1453. Encara avui, l'oficial principal (offikion) entre els arconts de l'Església Ortodoxa de Constantinoble encara porta el títol de gran logoteta.
El càrrec, després de la caiguda de Constantinoble va passar al Principat de Moldàvia (amb el nom en romanès de Mare Logofăt) on el càrrec anava més enllà de l'àmbit fiscal, i s'ocupava de temes que avui es dirien «d'interior». Aquesta funció va ser abolida a principis del segle xix.